# Bastegöl (Hjälmseryds socken, Småland)
Bastegöl är en sjö i Sävsjö kommun i Småland och ingår i Lagans huvudavrinningsområde.